# Boy on the Dance Floor
«Boy On The Dance Floor» es un sencillo de la cantante inglesa Lisa Scott-Lee incluido en su álbum Never Or Now.

## Descripción
Fue el quinto sencillo de Lisa Scott-Lee y se publicó en diciembre de 2005 y sólo vía descarga legal de internet. El sencillo fue un regalo de Navidad a todos sus fanes, que lo pudieron descargar gratis desde su página web.
El sencillo nunca fue publicado tanto en el Reino Unido, como a nivel internacional. También fue incluido en una compilación de éxitos del Reino Unido.

## Listado de canciones
CD 1
1. «Boy On The Dance Floor» [Radio Edit]
2. «Electric» [Vocal Mix]

## Posiciones en las listas
| Listas (2005)    | Posición |
| ---------------- | -------- |
| UK Dance Charts  | 18       |
| UK Upfront Chart | 11       |